# گقام هاروتیونیان
گقام استپانی هاروتیونیان (ارمنی: Գեղամ Ստեփանի Հարությունյան؛ زاده ۱۵ دسامبر ۱۹۰۵ – درگذشته ۱۹ سپتامبر ۱۹۸۸) یک بازیگر اهل ارمنستان بود. وی بین سال‌های ۱۹۳۴ تا ۱۹۸۱ میلادی فعالیت می‌کرد.

## زندگی‌نامه
وی در ۲۸ دسامبر [سبک قدیمی: ۱۵ دسامبر] ۱۹۰۵ در گیومری به دنیا آمد و از مدرسه نرسیسیان فارغ‌التحصیل گشت. وی برنده جوایزی همچون هنرمند مردمی ارمنستان شوروی و نشان پرچم سرخ کار شد. وی در ۱۹ سپتامبر ۱۹۸۸ در سن ۸۲ سالگی در ایروان درگذشت.

## گزیده فیلمشناسی
از فیلم‌ها یا برنامه‌های تلویزیونی که وی در آن نقش داشته‌است می‌توان به آثار زیر  اشاره کرد:
- دو شب
- زانگزور
- چشمه هغنار
- دزوری میرو
- ستاره امید

## نگارخانه

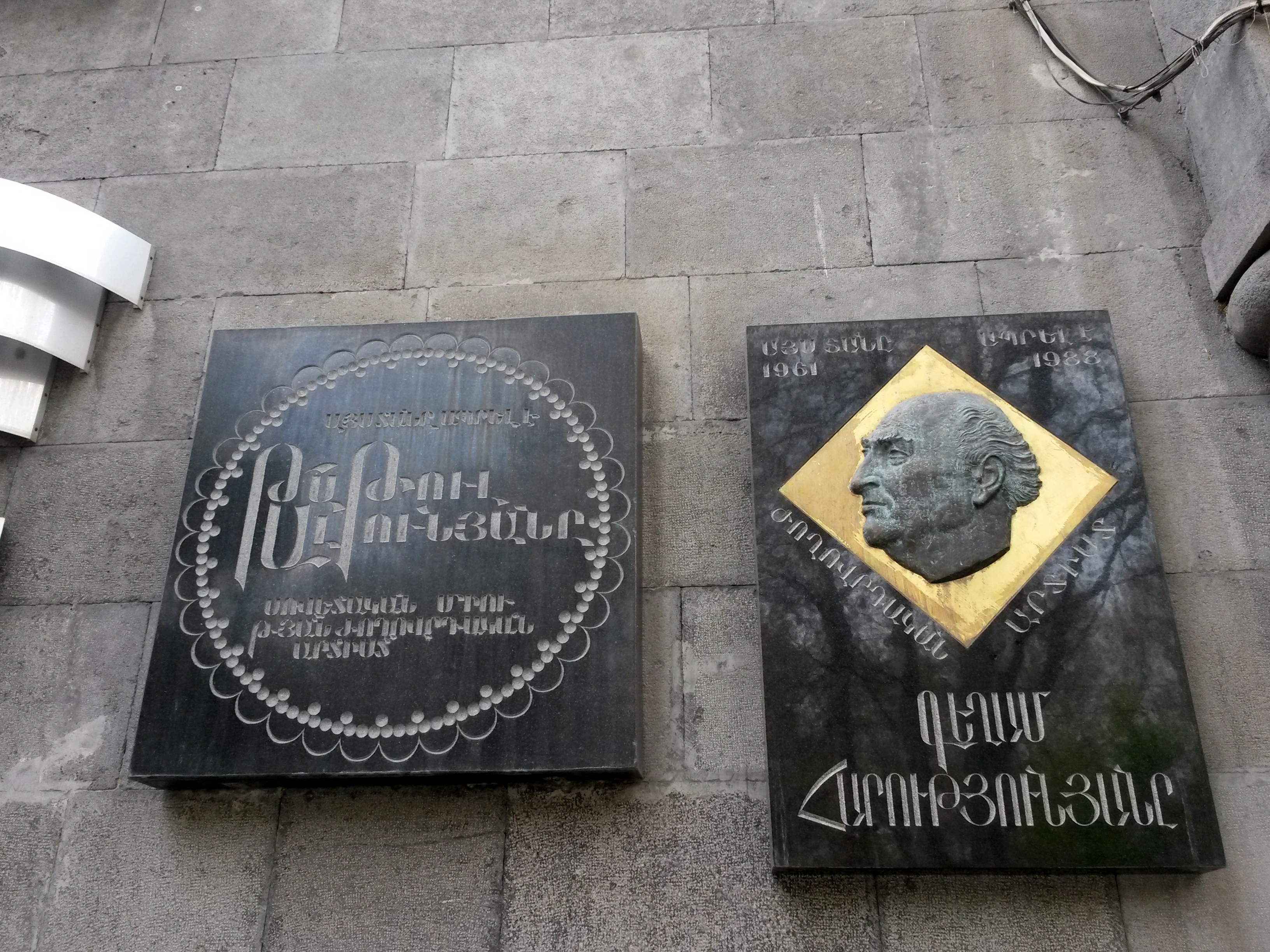